# ガラパゴスプレート
座標: 北緯1度45分 西経101度45分 / 北緯1.75度 西経101.75度

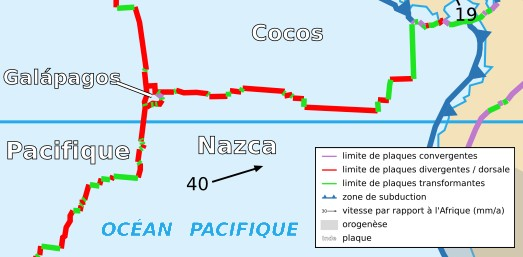
ガラパゴスプレートとその周辺（フランス語）

ガラパゴスプレート（英語:Galapagos Microplate）とは、ガラパゴス諸島附近にあるプレート。北東方向をココスプレートに、南東方向をナスカプレートに、西方向を太平洋プレートに接していて、時計回りに運動している。また、右図には記されていないものの、北側には北ガラパゴスプレートも存在している。